# Nidaba (cratère)
Pour les articles homonymes, voir Nisaba.
Nidaba est un cratère d'impact de 199 km de diamètre situé sur Ganymède. Il a été nommé en référence à Nidaba, déesse sumérienne du grain.